# Bagram

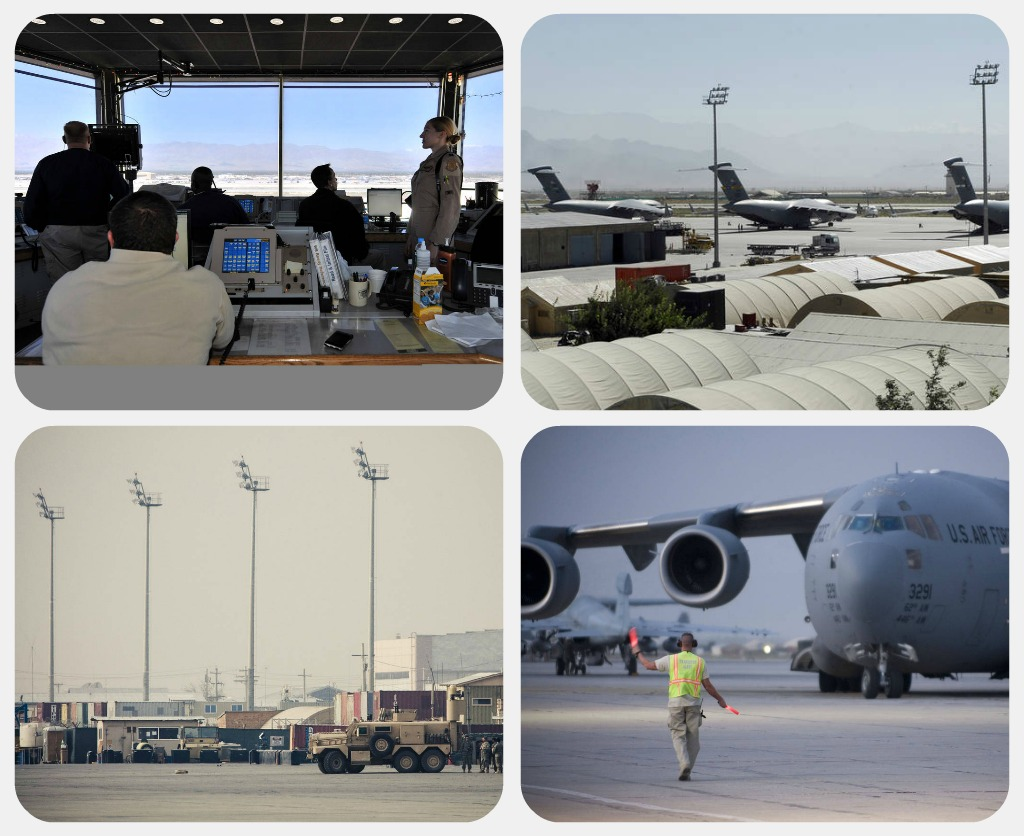
Base Aérea de Bagram

Bagram (antiga Alexandria no Cáucaso, medieval Capissa) é uma antiga cidade localizada na junção dos vales Gorbande e Panjshir, próxima hoje à cidade de Charikar, no Afeganistão. A cidade foi fundada por Alexandre, o Grande em março de 329 a.C. com o nome de  Alexandria no Cáucaso. Sua localização era uma ponto-chave para a Índia na Rota da Seda, cerca de 60 quilômetros a nordeste de Cabul. Está situada na província de Parvan.